# خط کرسنت
خط کرسنت (انگلیسی: Crescent) یک خط راه‌آهن در شرق ایالات متحده آمریکا است.
این خط که در سال ۱۹۷۹ میلادی تأسیس شده دارای ۳۳ ایستگاه و ۲٬۲۱۶ کیلومتر طول می‌باشد و توسط امتراک اداره می‌شود.

نقشه خط کرسنت

## شهرها
- نیویورک
- نیوآرک، نیوجرسی
- ترنتون
- فیلادلفیا
- ویلمینگتون، دلاویر
- بالتیمور
- واشینگتن، دی.سی.
- الکساندریا، ویرجینیا
- مناسس، ویرجینیا
- کالپپر، ویرجینیا
- شارلوتزویل، ویرجینیا
- لینچبرگ، ویرجینیا
- دنویل، ویرجینیا
- گرینزبورو، کارولینای شمالی
- های پوینت، کارولینای شمالی
- سالزبری، کارولینای شمالی
- شارلوت، کارولینای شمالی
- گستوونیا، کارولینای شمالی
- اسپارتنبورگ، کارولینای جنوبی
- گرینویل، کارولینای جنوبی
- کلمسون، کارولینای جنوبی
- توکوآ، جورجیا
- گینس ویل، جورجیا
- آتلانتا
- آنیستون
- برمینگم، آلاباما
- تاسکالوسا، آلاباما
- مریدیان، میسیسیپی
- لارل، میسیسیپی
- هتیزبرگ، میسیسیپی
- پیکیون، میسیسیپی